# 殺無赦 (摔角)
殺無赦（Unforgiven），是世界摔角娛樂（WWE）每年一度的付費收看（Pay-Per-View）節目，通常於每年9月時舉行。此賽是於1998年創立，1999年正式成為固定舉辦的年度付費收看賽事，第一屆賽事是由送葬者對上肯恩的地獄火燄戰（先讓對方身體著火者勝利）做為壓軸賽，終由送葬者獲得其勝利。

## 外部連結
- 殺無赦官方網站 （页面存档备份，存于）